# Харистикий
Харистикий (греч. χαριστικός — дарственный, пожалованный) — передача светскому лицу на определённый срок в управление церковного имущества. В первую очередь это относится к монастырям, их земельным владениям и прочим доходам. Таким образом, харистикий — условное владение, аренда. Этот институт известен с конца X века и вводился для повышения эффективности церковного хозяйства. Наибольшее распространение получил в Византии в XI—XII веках. Инициатором передачи монастыря в харистикий выступали не только светские власти, но и патриархи, епископы и игумены. Аналогом харистикия на Западе был бенефиций.
Харистикарий (получатель харистикия, греч. χαριστικάριος) управлял монастырским хозяйством с правом присвоения части дохода. Его права и обязанности в отношении монастыря были подобны правам и обязанностям ктитора. По признанию самих светских властей, харистикии приносили немалый вред монастырскому хозяйству. Известны случаи отчуждения земельной собственности монастыря харистикарием в свою пользу. Более того, харистикарий получал возможность вмешательства и во внутреннюю жизнь монастыря, влиять на приём в монастырь новых пострижеников, вмешиваться в дисциплинарные вопросы. В XI—XII веках церковью предпринимались попытки ограничить и упорядочить раздачу харистикиев, но эти меры не достигли своей цели. Одну из таких попыток предпринял патриарх Сисиний II (995—998), однако его в этом не поддержала ни церковь, ни император. Постановление собора 1027 года воспрещает продажу или передачу харистикия другому лицу. Раздача харистикиев была ограничена соборным решением 1071 года. Собор постановил разрешить передачу автургий (τα αυτουργια) только клирикам и крестьянам. Однако в скором времени (при патриархе Николае III) в документах опять появляются жалобы на действия харистикариев. Собор 1107 года постановил изгонять негодных харистикариев с церковных земель, однако давать им возможность выполнить требования, наложенные на них при заключении договора. В этом случае харистикарий может оставаться на церковной земле. Собор настаивает на краткосрочной аренде и постановляет расторгнуть сделки, заключённые более чем на 20 лет с правом продления договора или на 27 лет. Собор, состоявшийся при патриархе Луке Хрисоверге в 1163 году подтвердил ограничения собора 1107 года.
Указом императора Мануила I определялось, что если получивший харистикий не принадлежал к сенаторскому или военному сословию, то есть к лицам, находящимся на службе государства то харистикий может быть отобран в казну.
Как считает Геннадий Литаврин, инициатива передачи монастыря в харистикий со стороны епископов и игуменов объясняется попыткой уберечь от разграбления монастырское имущество, отдав его под защиту надёжному человеку. Так, типик монастыря Святого Маманта прямо сообщает о том, что монастырь пострадал «от патриарха и прочих волков». Желая восстановить монастырь, некто Георгий Капподакиец предпринял усилия по возвращению расхищенных угодий и добился у патриарха признания монастыря независимым.
С другой стороны известны случаи, когда, желая оградить «своё» хозяйство от церковных властей, монастыри настаивали на неподотчётности патриархии в своей экономической деятельности. В 1096 году императору Алексею I поступила жалоба от великого сакеллария церкви Святой Софии. Последовавший за жалобой указ императора воспрещал препятствовать чиновникам патриархии посещать такие монастыри.
Институт харистикия имел как своих защитников, так и противников. Евстафий Солунский, настаивал на необходимости подчинения монастырей светским властям. По мысли святителя, так как идеалом иноческой жизни является нестяжание, а заботы о материальном обеспечении отвлекают монаха от его непосредственной деятельности, то лучшим выходом будет передать эти заботы архонту. Святитель пишет об обмирщении монашества, о сребролюбии монахов. Против раздачи монастырских земель выступал патриарх Антиохийский Иоанн Оксит, который утверждал, что такая практика уничтожает монашество, а в монастырь приходят светские заботы. Харистикарий присваивает не только земли, но и храмы, а монахов обращает в рабов, говорит антиохийский патриарх.